# Provinz Jülich-Kleve-Berg

Jülich-Kleve-Berg (rot), Preußen (blau)

Jülich-Kleve-Berg war bis 1822 eine der zehn Provinzen des Staates Preußen. Sie wurde nach dem Wiener Kongress 1815 mit der „Verordnung wegen verbesserter Einrichtung der Provinzialbehörden“ vom 30. April 1815 gebildet. Die offizielle Arbeitsaufnahme der Provinz erfolgte am 22. April 1816.

## Geschichte

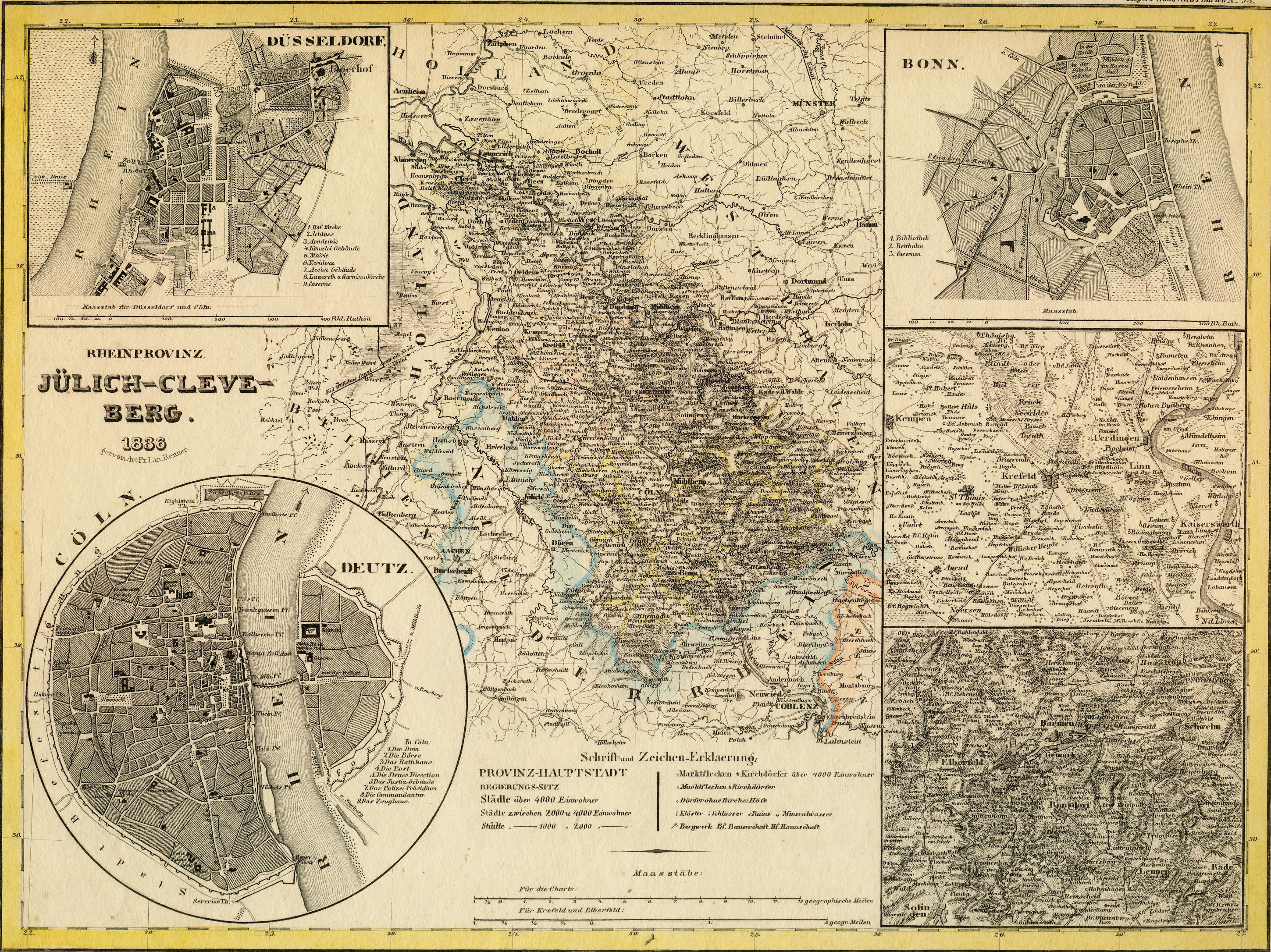
Darstellung der Provinz Jülich-Kleve-Berg 1836

Die Provinz umfasste nicht nur die schon vorher in preußischem Besitz befindlichen Gebiete, das Herzogtum Kleve, Teile des ehemaligen Herzogtums Geldern und das Fürstentum Moers, sondern auch die nach 1815 an Preußen gelangten rheinischen Territorien, das Herzogtum Berg und einen großen Teil des  Herzogtums Jülich – kurioserweise aber ohne die namensgebende Stadt Jülich, die wie der ganze Kreis Jülich zum Regierungsbezirk Aachen der Provinz Großherzogtum Niederrhein gehörte –, das Kurfürstentum Köln und die Freie Reichsstadt Köln sowie kleinere Herrschaften. Sie war Nachfolgerin des napoleonischen Großherzogtums Berg. Am Ende der Napoleonischen Kriege wurde unter dem Zentralverwaltungsdepartement der Alliierten zunächst provisorisch das Generalgouvernement Berg gebildet, aus dessen Teilen dann die Provinz Jülich-Kleve-Berg entstand. Bereits im Jülich-Klevischen Erbfolgestreit hatte
Kurfürst Johann Sigismund von Brandenburg Anspruch auf die Gebiete – damals zusammengefasst in den Vereinigten Herzogtümern Jülich-Kleve-Berg – erhoben. Später hatte Brandenburg-Preußen an dem Anspruch grundsätzlich festgehalten.
Der Oberpräsident der Provinz Jülich-Kleve-Berg (Provinzialregierung) hatte seinen Sitz in Köln, einziger Oberpräsident war Friedrich zu Solms-Laubach.
Die Provinz gliederte sich in die drei Regierungsbezirke Düsseldorf, Kleve und Köln, deren Verwaltungen ebenfalls zum 22. April 1816 ihre Tätigkeit aufnahmen.
Am 22. Juni 1822 wurde per Kabinettsordre die Provinz Jülich-Kleve-Berg mit der Provinz Großherzogtum Niederrhein zur preußischen Rheinprovinz mit Verwaltungssitz in Koblenz vereinigt.

## Verwaltungsgliederung
Die Verwaltungsgliederung mit dem Stand im Jahr 1819:
- Regierungsbezirk Düsseldorf
  - Stadtkreis Düsseldorf
  - Landkreis Düsseldorf
  - Kreis Elberfeld
  - Kreis Essen
  - Kreis Gladbach
  - Kreis Grevenbroich
  - Kreis Krefeld
  - Kreis Lennep
  - Kreis Mettmann
  - Kreis Neuß
  - Kreis Opladen
  - Kreis Solingen
- Regierungsbezirk Kleve
  - Kreis Dinslaken
  - Kreis Geldern
  - Kreis Kempen
  - Kreis Kleve
  - Kreis Rees
  - Kreis Rheinberg
- Regierungsbezirk Köln
  - Stadtkreis Köln
  - Landkreis Köln
  - Kreis Bergheim
  - Kreis Bonn
  - Kreis Lechenich
  - Kreis Mülheim
  - Kreis Rheinbach
  - Siegkreis
  - Kreis Uckerath
  - Kreis Waldbröl
  - Kreis Wipperfürth

Die beiden bis 1806 reichsunmittelbaren Herrschaften Gimborn und Homburg waren zunächst innerhalb des preußischen Staatsgebiets Standesherrschaften. Dem preußischen Landrat unterstanden nur die Hoheits-, Militär- und Steuerangelegenheiten, alle kommunalen Angelegenheiten einschließlich der Gerichtsbarkeit stand den Standesherren zu. Bezüglich der (preußischen) verwaltungsmäßigen Zuordnung gibt es unterschiedliche Angaben, auf die der Geograph Hassel bereits 1819 hinwies: beide Standesherrschaften waren nach seinen Quellen in die benachbarten Kreise eingegliedert, Gimborn in den Kreis Wipperfürth, Homburg in den Kreis Waldbröl. Der Geograph Christian Gottfried Daniel Stein hingegen führt beide Standesherrschaften als Kreis Gimborn und Kreis Homburg auf. Nachdem schon 1819 das Landratsamt nach Gummersbach verlegt und die beiden Kreise verwaltungsmäßig zusammengefasst wurden, erfolgte 1825 die formelle Zusammenlegung und Umbenennung in Kreis Gummersbach.